# Distretto di Podil
Il distretto di Podil (in ucraino Подільський район?, Podil's'kyj rajon) è uno dei 10 distretti amministrativi in cui è suddivisa la città di Kiev. Vi si trovano il Convento dell'ascensione e la Zamkova Hora (collina del castello).

## Descrizione
Il suo centro è costituito dalla piazza Kontraktova e la sua via più rappresentativa è la Discesa di Sant'Andrea. Altra piazza storica è piazza della Posta, vi si trovano inoltre il monastero della Fratellanza e la Casa di Pietro il Grande.